# Dave E. Beatty
Dave E. Beatty, en amerikansk astronom.
Tillsammans med astronomen Laurence G. Taff upptäckte han asteroiden 2460 Mitlincoln.
Minor Planet Center listar honom under namnet D. Beatty och som upptäckare av 1 asteroid.